# Tseplionok tabaka
Tseplionok tabaka es una receta de cocina usada en los países latinoamericanos como un plato de comida que se conoce como "Pollo de Tabaco” hecho en salsa de ajo, el ingrediente principal es la carne de pollo. La salsa de allium sativum, más conocido como el ajo, cumple la misma función que un tabaco. El tabaco, tiene un sabor fuerte para quien lo consume por tal motivo prefieren el tabaco que el cigarrillo. De igual forma sucede con el ajo en esta receta, ya que es este, el que posee y le da un sabor fuerte, distintivo al plato. Por tal motivo, recibe este nombre.

## Ingredientes
- Pollo.
- Mantequilla derretida.
- Sal.
- Pimienta.
- Ajo (La cantidad de ajo debe ser bastante para que el plato quede con sabor fuerte)

## Preparación
La preparación dura un promedio de 45 minutos.
Coja el pollo y lávelo muy bien para que no vaya a quedarle partes rojas (sangre del pollo) y sea más fácil cocerlo, además quítele el cuero para que quede totalmente limpio. Cuando tenga el pollo limpio, realice un corte a lo largo del vientre, ábralo y golpéelo. 
Al mismo tiempo, caliente la cazuela con la mantequilla derretida (anteriormente), y agréguele una buena cantidad de ajo a la mantequilla caliente. Ponga el pollo dentro del recipiente, y suminístrele  más mantequilla y ajo, sobre todo el cuerpo del pollo, de tal manera que quede cubierto completamente. 
Debe freírlo, durante un promedio de 15 minutos, con llama media. Luego, dele la vuelta al pollo para que se termine de cocer por el otro lado, déjelo también 15 minutos, hasta que el pollo se dore. Cuando esto suceda agréguele más ajo al pollo. 

## Presentación
Al servir el pollo para ser consumido, puede servirse acompañado de papas y verdura, con algunos trozos de fruta para que reduzcan el sabor fuerte del ajo. 

## Otras recetas
También puede realizar con esta misma receta, el tseplionok tabaka con ron y salsa de ajo; el procedimiento es el mismo, solo que, le suministra un poco de ron al momento de la cocción, para que el pollo tenga ese sabor, más una salsa preparada de ajo anteriormente.